# Вітряна вежа

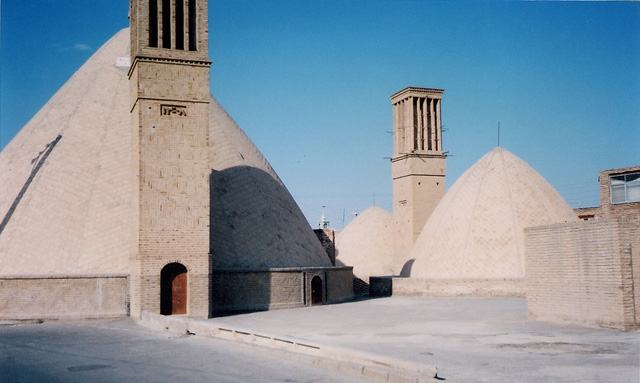
Аб-амбари (водяні резервуари) з подвійними куполами та вітряними вежами в місті Наїн

Вітряна вежа, також барджиль, бадґір (перс. بادگیر bâdgir: bâd «вітер» + gir «ловець»), малькаф (араб. ملقف) — традиційний елемент перської архітектури, за допомогою якого створюють природну вентиляцію будівель. Вітряні вежі бувають різних конструкцій: однонапрямні, двонапрямні та багатонапрямні. Збереглись дотепер в багатьох країнах Середнього Сходу (переважно в Бахрейні, Дубаї, Пакистані та Афганістані), при будівлях, що виникли під впливом перської архітектури.

## Регіони поширення

### Іран
Центральний Іран перебуває в зоні сухого клімату з великими денними перепадами температури. Більшість споруд в регіоні побудована з товстої цегли з високими ізоляційними характеристиками. Міста, що розташовані у пустельних оазах мають щільну забудову. Будинки мають високі стіни та дахи, що збільшує розмір тіні на поверхні землі. Малий розмір віконець і їхнє розташування зі сторони, де немає сонця, також допомагають зменшити спеку від прямих сонячних променів.
Вітряні вежі широко будувались при водних резервуарах (аб-амбарах) для їхнього охолодження. Вони дозволяють зберігати воду при температурі близькій до замерзання впродовж літніх місяців. Охолодження за допомогою випаровування найсильніше проявляє себе при сухому кліматі, такому як на Іранському нагір'ї. Це призвело до повсюдного поширення веж, зокрема в таких містах: Язд, Керман, Кашан, Сірджан, Наїн та Бам.
В традиційній перській архітектурі маленькі вітряні вежі мають назву шиш-хан, а звичайні називаються бадґір. Шиш-хани досі можна побачити на верхів'ї амбарів у Казвіні та інших північних містах Ірану. Тут їх використовують переважно як вентиляцію, тоді як в центральних пустелях вони призначені для регуляції температуру.

### Єгипет

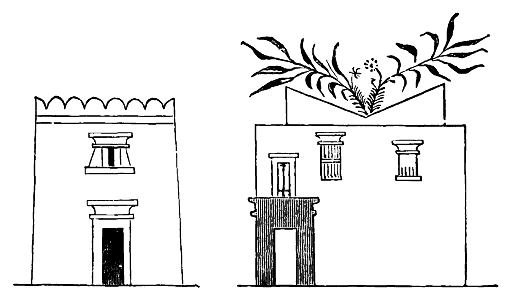
Малюнок давньоєгипетського житлового будинку з вітряною вежею.

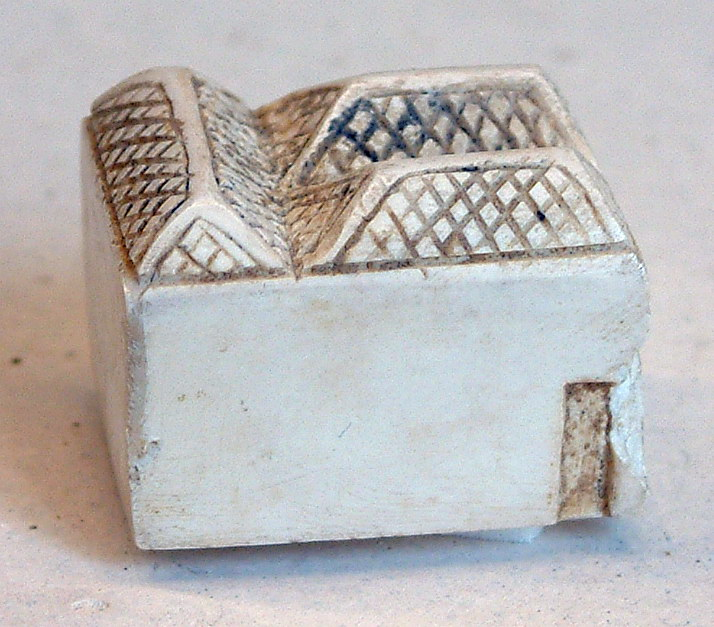
Мініатюра давньоєгипетського будинку з вітряними вежами, що належить до періоду Раннього царства. Знайдений у Абу-Равш поблизу Каїра. Нині виставлений у Луврі.

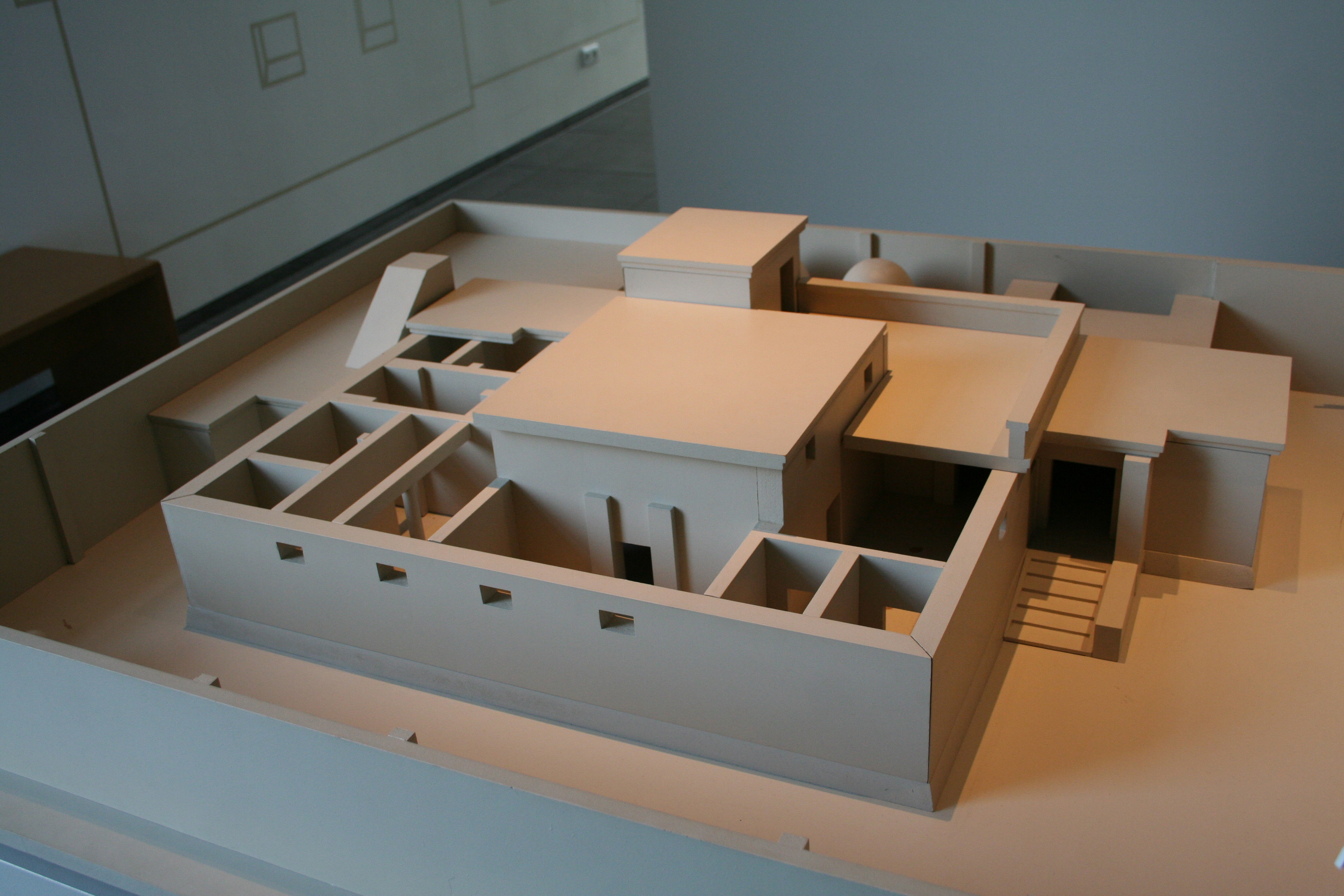
Модель давньоєгипетського будинку з вітряною вежею, Музей Ремера-Пеліцеуса.

Відомо про існування вітряних веж у архітектурі Давнього Єгипту. У Британському музеї можна знайти зображення будинку Неб-Аммуна періоду 19-ї династії (близько 1300 р. до н. е.) з вітряною вежею на ньому. Концепцію вітряних веж відродив у своїх роботах представник неоісламської архітектури Хассан Фатхі. У Єгипті цей функціональний елемент відомий під назвою малькаф.

### Арабські країни Перської затоки
В арабських країнах Перської затоки вітряні вежі відомі під назвою барджиль, зокрема в Об'єднаних Арабських Еміратах.
Історично будинки на узбережжі Дубайської бухти будувалися з вітряними вежами з пальмового листя, яке було стандартним будівельним матеріалом для регіону до ХХ століття, проте в результаті пожежі 1894 року їх витіснили споруди з морського каменю.
Вітряні вежі можна побачити в Дубаї на таких пам'ятках арабської архітектури, як резиденція шейха Саїда Аль-Мактума (побудована в 1896 році),, на будинках в купецькому кварталі Бастакія тощо. Також вітряні вежі має сучасний Будинок уряду ОАЕ.

## Будова та архітектура
Найчастіше вітряні вежі мають один, чотири або вісім отворів. У місті Язд всі вони мають чотири або вісім боків. Їхня будова залежить від напрямку вітру в конкретному місці. Якщо вітер майже завжди дме лише в одному напрямку, тоді їх будують з одним отвором. Такий стиль характерний для міста Мейбод, що розташоване за 50 км від Язда: «вітроловці» там короткі й мають один отвір.
Щоб уберегти будинок від пилу та піску з пустелі вежі будують отворами в бік, що збігається з напрямком вітру.

## Функції

Традиційна вітряна вежа

Вітряна вежа може виконувати три функції: спрямувати потік повітря вниз за допомогою прямого потрапляння вітру; спрямувати потік повітря вгору за допомогою температурного градієнта, створеного з використанням вітру; або спрямувати потік повітря вгору за допомогою температурного градієнта, створеного завдяки сонячному випроміненню.

### Спрямування потоку повітря вниз за допомогою прямого потрапляння вітру
Найпоширеніше використання ловця вітру — охолодження житлових приміщень; він часто використовується у поєднанні з двориками та куполами в рамках цілісної стратегії з вентиляції та управління температурою. Фактично це висока вежа з дахом, з отвором біля вершини з однієї сторони. Цей отвір направлений в сторону домінуючого вітру, «ловлячи» його та спрямовуючи вниз до середини будівлі, що допомагає підтримувати потік повітря всередині та охолоджувати приміщення. Така дія не обов'язково саме охолоджує повітря, але створює протяг, який дає відчуття охолодження. З цією метою ловці вітру використовувались тисячоліттями.

Використання малькафу та кяризу для охолодження

### Спрямування потоку повітря вгору за допомогою температурного градієнта

#### Вітровий температурний градієнт
Ловці вітру можуть використовуватись разом з кяризами (підземними каналами). У цьому випадку, отвір вежі повернутий проти напрямку панівного вітру. Якщо відкрита лише ця вежа, повітря йтиме вгору завдяки ефекту Коанда.
Різниця тисків на різних сторонах будівля змушує повітря поступати у вхід з іншої сторони. Гаряче повітря поступає у тунель кяризу та охолоджується при контакті з холоднішою землею та водою, яка тече по кяризу, одночасно насичуючись вологою. Охолоджене повітря затягується у будівлю, знижуючи її температуру.

#### Сонячний температурний градієнт
За відсутності достатніх вітрів або у будинку без води, уловлювач вітру функціонує як сонячна димова труба — він створює баричний градієнт, який дозволяє гарячому повітрю, що менш щільне, видуватись вгору. Це також значно посилюється добовим циклом, залишаючи прохолодне повітря внизу. Температура в такому середовищі не може впасти нижче нічної низької температури.
При поєднанні з товстим саманом, який має високий спротив теплопередачі огороджуючих конструкцій, уловлювач вітру здатний охолоджувати нижчі зали в мечетях та будинках (шабестан) навіть посеред дня до прохолоди.
Спрямування потоку повітря вгору з використанням дії вітряних або сонячних градієнтів температур вже має сучасні приклади і в західній архітектурі.

## Сучасне застосування
Віднедавна ця технологія стала використовуватись і в західній архітектурі, наприклад, у центрі для відвідувачів національного парку Зайон, Юта, США, де ловець вітру функціонує додатково до механічних приладів для регулювання температури.
Використання алюмінію дає більшу ефективність у захопленні вітру з різних напрямків. Це метод використовують стадіон для крикету Кенсінгтон Овал на Барбадосі та критий стадіон «Зеніт» у метрополії Сен-Етьєн у Франції.

## Галерея

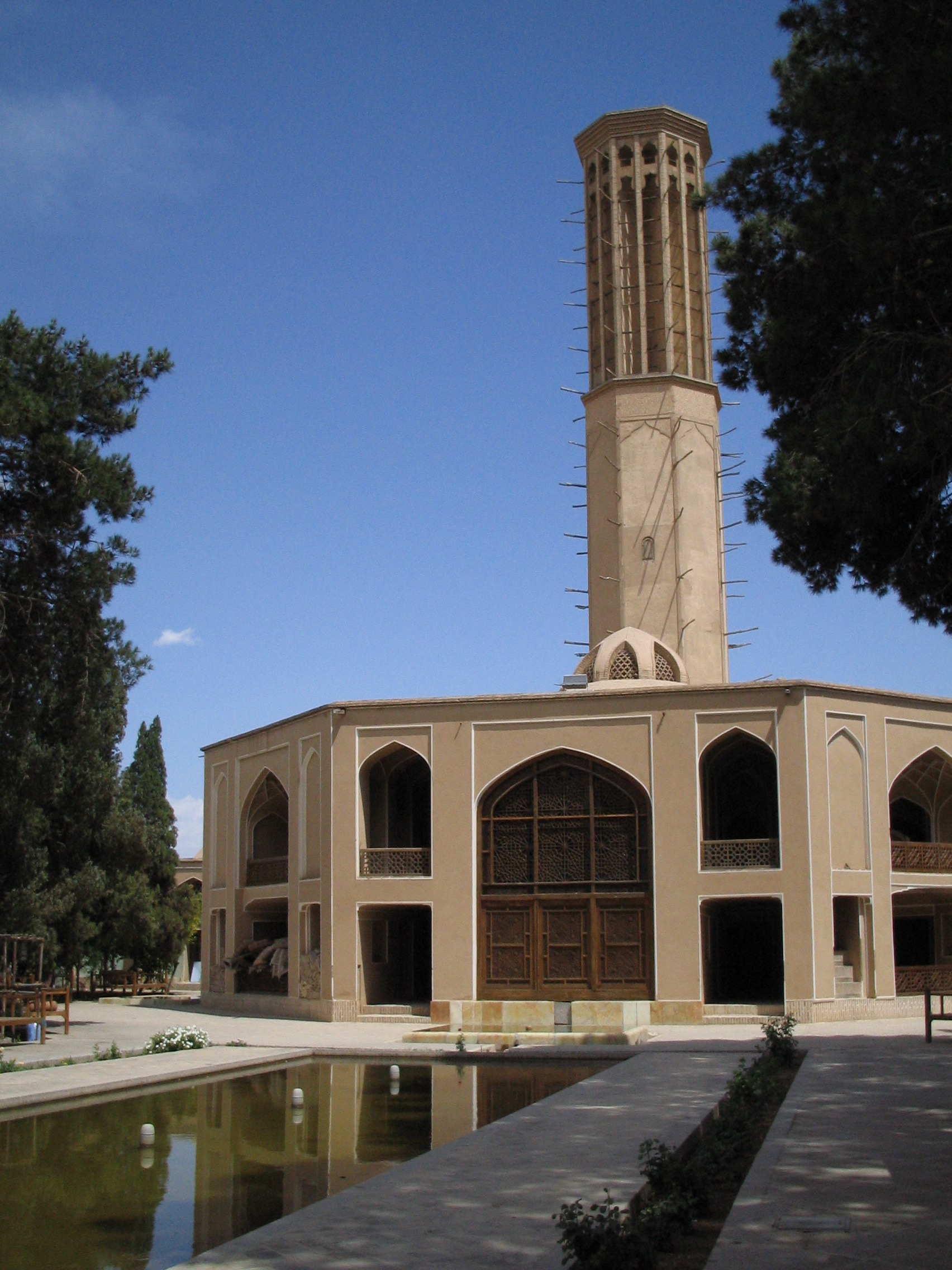
Ловець вітру у Довлатабад у Язді, Іран — один з найвищих існуючих ловців вітру
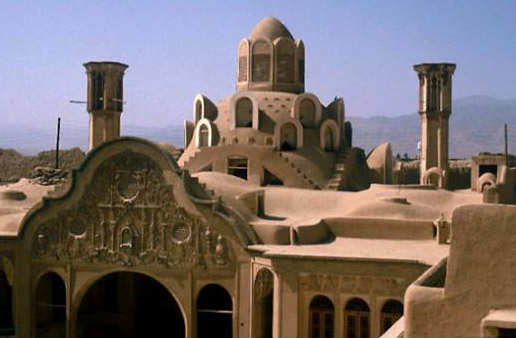
Дім Боруджерді  в центральному Ірані. Збудований 1857 року, він є чудовим прикладом старої перської архітектури. Два  високі ловці вітру охолоджують андаруні (двір) будинку.
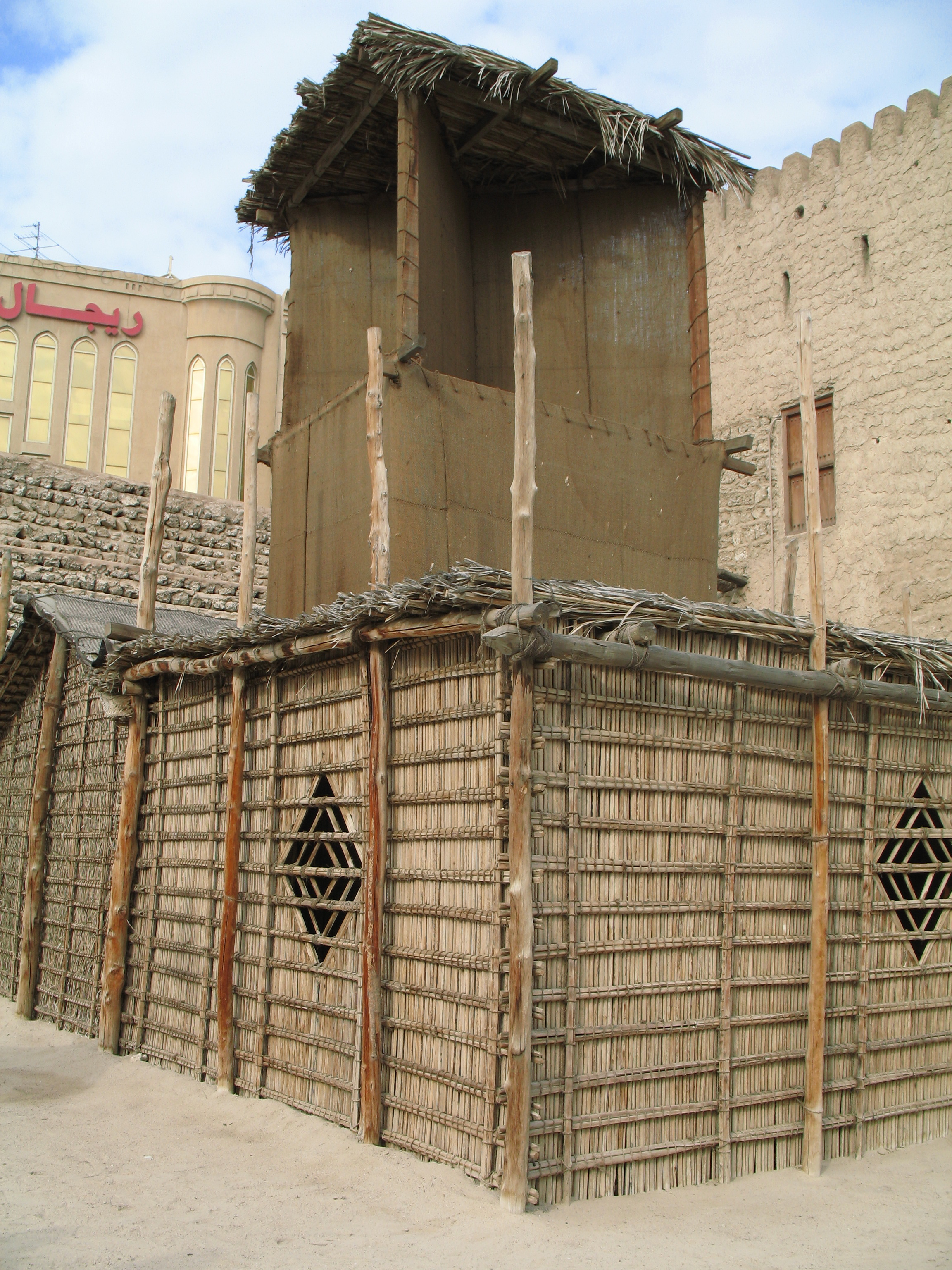
Вежа цього будинку з пальмового листя уловлює вітер як і звичайний ловець вітру та охолоджує інтер'єр.
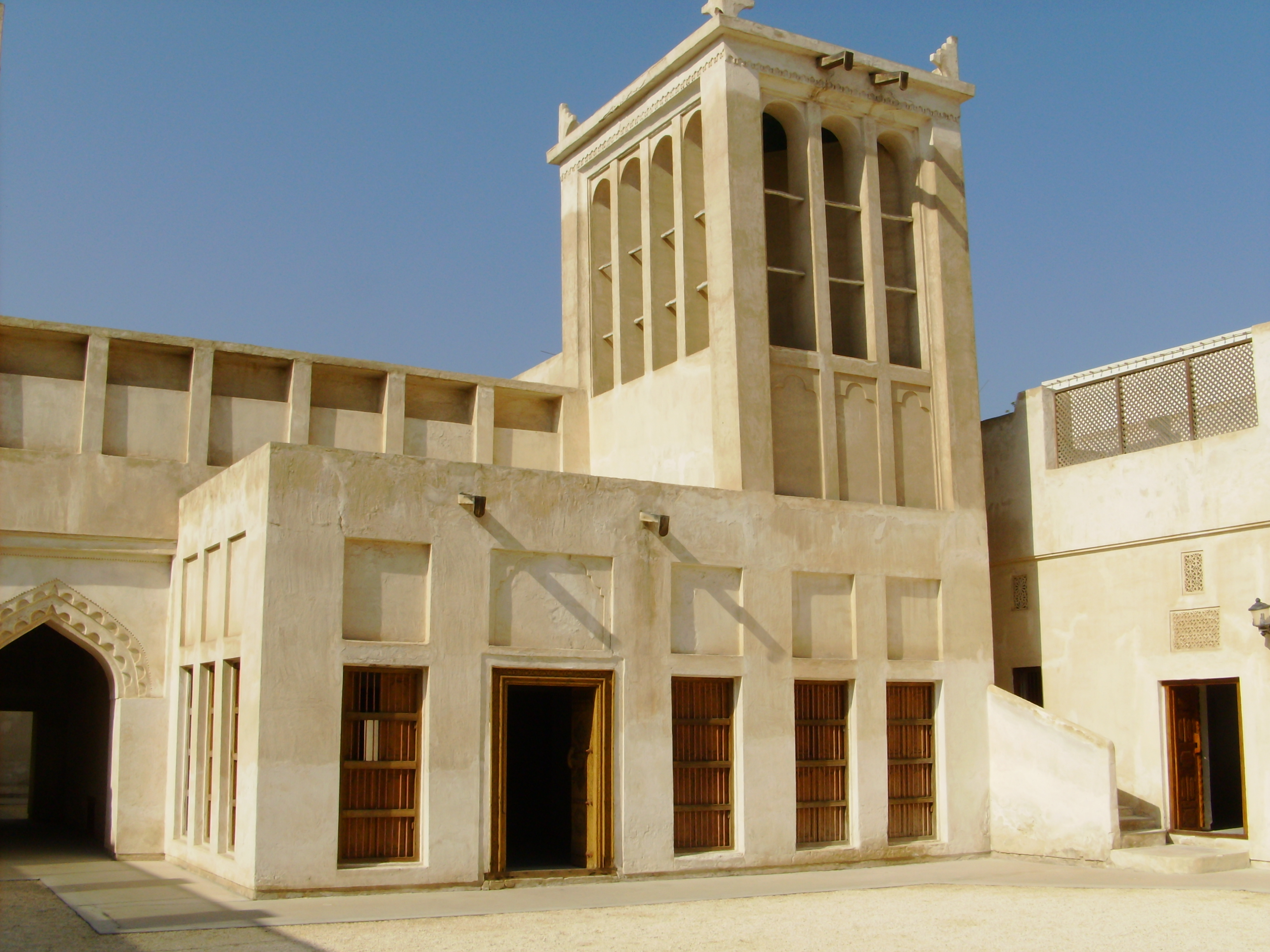
Вітряна вежа будинку Іси бін Алі, у Мухарраку, Бахрейн
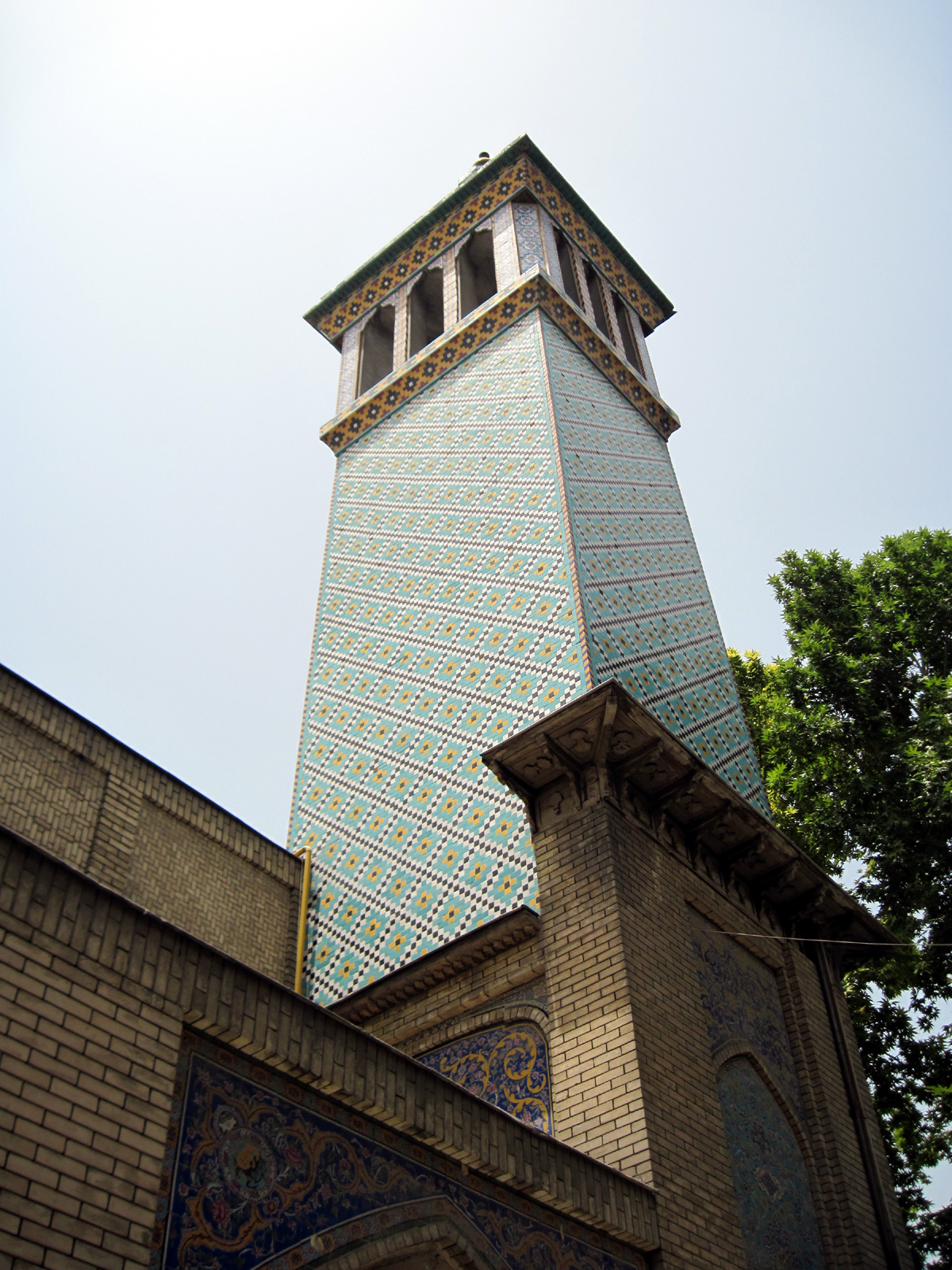
палац Голестан, Тегеран

## Нотатки
1. ↑  Оскільки канал прокладений у декількох метрів під землею